# Miasta w Salwadorze
Salwador należy do najgęściej zaludnionych państw Ameryki Łacińskiej (308 mieszk./km²) i, chociaż ludność miejska stanowi tylko 44% ludności kraju, to znajduje się tutaj najwięcej w całej kontynentalnej Ameryce Środkowej (bez Meksyku) miast powyżej 100 tysięcy mieszkańców. Najwięcej ludności koncentruje się w środkowej części kraju w aglomeracji San Salvador, gdzie obok stolicy kraju znajdują się takie duże miasta jak Soyapango, Mejicanos, Apopa, Delgado czy San Marcos. Inne dwa duże ośrodki miejskie Santa Ana i San Miguel stanowią główne centra gospodarcze odpowiednio zachodniej i wschodniej części Salwadoru.
Według danych oficjalnych pochodzących z 2007 roku Salwador posiadał ponad 60 miast o ludności przekraczającej 10 tys. mieszkańców. Stolica kraju San Salvador jako jedyne miasto liczyło ponad 300 tys. mieszkańców; 8 miast z ludnością 100–300 tys.; 7 miast z ludnością 50–100 tys.; 14 miast z ludnością 25–50 tys. oraz reszta miast poniżej 25 tys. mieszkańców.

## Największe miasta w Salwadorze
Największe miasta w Salwadorze według liczebności mieszkańców (stan na 12.05.2007):
| Lp. | Miasto                           | Departament  | Liczba ludności |
| --- | -------------------------------- | ------------ | --------------- |
| 1.  | San Salvador                     | San Salvador | 316 090         |
| 2.  | Soyapango                        | San Salvador | 241 403         |
| 3.  | Santa Ana                        | Santa Ana    | 204 340         |
| 4.  | San Miguel                       | San Miguel   | 158 136         |
| 5.  | Mejicanos                        | San Salvador | 140 751         |
| 6.  | Apopa                            | San Salvador | 131 286         |
| 7.  | Delgado                          | San Salvador | 112 161         |
| 8.  | Santa Tecla (Nueva San Salvador) | La Libertad  | 108 840         |
| 9.  | Ilopango                         | San Salvador | 103 862         |

## Alfabetyczna lista miast w Salwadorze
Spis miast Salwadoru powyżej 10 tys. mieszkańców według danych szacunkowych z 2007 roku:
- Acajutla
- Aguilares
- Ahuachapán
- Antiguo Cuscatlán
- Apopa
- Armenia
- Atiquizaya
- Ayutuxtepeque
- Chalatenango
- Chalchuapa
- Ciudad Arce
- Coatepeque
- Cojutepeque
- Colón
- Conchagua
- Cuscatancingo
- Delgado
- El Congo
- Guazapa
- Ilobasco
- Ilopango
- Izalco
- Jiquilisco
- Juayúa
- Jucuapa
- La Libertad
- La Unión (San Carlos de la Unión)
- Mejicanos
- Metapán
- Nahuizalco
- Nejapa
- Olocuilta
- Opico
- Osicala
- Panchimalco
- Puerto El Triunfo
- Quezaltepeque
- San Antonio del Monte
- San Francisco Gotera
- San Francisco Menéndez
- San José Villanueva
- San Luis Talpa
- San Marcos
- San Martín
- San Miguel
- San Pedro Masahuat
- San Pedro Perulapán
- San Rafael
- San Salvador
- San Sebastián Salitrillo
- San Vicente
- Santa Ana
- Santa Rosa de Lima
- Santa Tecla (Nueva San Salvador)
- Santiago de María
- Santiago Nonualco
- Santiago Texacuangos
- Santo Tomás
- Sensuntepeque
- Sonsonate
- Sonzacate
- Soyapango
- Tecoluca
- Tonacatepeque
- Usulután
- Zacatecoluca
- Zaragoza